# Ranee Brylinski
Ranee Kathryn Brylinski (née Gupta; Detroit, 28 de janeiro de 1957) é uma matemática estadunidense, conhecida por suas pesquisas sobre teoria de representação e portas quânticas. Ex-professora de matemática da Universidade Estadual da Pensilvânia, deixou a academia em 2003 para fundar a empresa de consultoria matemática Brylinski Research com seu marido, Jean-Luc Brylinski.

## Formação e carreira
Nasceu em Detroit, Michigan. Graduada pela Universidade de Princeton em 1977, obteve um Ph.D. no Instituto de Tecnologia de Massachusetts (MIT) em 1981, com a tese Abelian Algebras and Adjoint Orbits, orientada por Steven Kleiman.
Depois de um ano como NSF Mathematical Sciences Postdoctoral Fellow no MIT, fez parte da faculdade da Universidade Brown como Tamarkin Assistant Professor of Mathematics em 1982. Foi para a Universidade Estadual da Pensilvânia em 1991, onde foi co-diretora do Center for Geometry and Mathematical Physics.

## Contribuições
A filtragem Brylinski-Kostant de espaços ponderados tem o nome dela. Ela desenvolveu essa filtração originalmente em 1989, motivada por trabalhos anteriores de Bertram Kostant.[LWS] Ela também é conhecida pelo teorema de Brylinski, um teorema de sua tese sobre o fechamento de órbitas de grupos algébricos.
Outro resultado, também chamado de "teorema de Brylinski", vem de um artigo escrito em conjunto por Brylinski e seu marido, caracterizando portas lógicas quânticas universais.[UQG]

## Reconhecimentos
Brylinski recebeu uma bolsa de pesquisa Sloan em 1990. Em 1998 recebeu o Prêmio G. de B. Robinson da Canadian Mathematical Society,
por seu trabalho sobre quantização de grupos algébricos.[Q4D]

## Publicações selecionadas
Com Goong Chen, Brylinski é editora do livro Mathematics of Quantum Computation (Chapman & Hall/CRC, 2002). É também uma das editoras de Lie Theory and Geometry: In Honor of Bertram Kostant (Springer, 1994) e Advances in Geometry (Springer, 1999).
Seu artigos coentíficos incluem:
| LWS. | Brylinski, Ranee Kathryn (1989), «Limits of weight spaces, Lusztig's {\displaystyle q}-analogs, and fiberings of adjoint orbits», Journal of the American Mathematical Society, 2 (3): 517–533, MR 984511, doi:10.2307/1990941 |

| Q4D. | Brylinski, Ranee (1997), «Quantization of the 4-dimensional nilpotent orbit of {\displaystyle \mathrm {SL} (3,\mathbb {R} )}», Canadian Journal of Mathematics, 49 (5): 916–943, MR 1604118, doi:10.4153/CJM-1997-048-0 |

| UQG. | Brylinski, Jean-Luc; Brylinski, Ranee (2002), «Universal quantum gates», Mathematics of Quantum Computation, Comput. Math. Ser., Boca Raton, FL: Chapman & Hall/CRC, pp. 101–116, MR 2007944 |